# USS Herndon (DD-198)
USS Herndon (DD-198) là một tàu khu trục lớp Clemson được Hải quân Hoa Kỳ chế tạo vào cuối Chiến tranh Thế giới thứ nhất; từng phục vụ cho Lực lượng Tuần duyên Hoa Kỳ từ năm 1930 đến năm 1934 như là chiếc CG-17; trong Chiến tranh Thế giới thứ Hai được chuyển cho Hải quân Hoàng gia Anh Quốc vào năm 1940 như là chiếc HMS Churchill; rồi lại được chuyển cho Hải quân Liên Xô vào năm 1944 như là chiếc Deyatelny (tiếng Nga: Деятельный), cho đến khi bị tàu ngầm U-boat U-286 đánh chìm vào ngày 16 tháng 1 năm 1945. Nó là chiếc tàu chiến đầu tiên của Hải quân Hoa Kỳ được đặt tên theo Trung tá Hải quân William Lewis Herndon (1813-1857).

## Thiết kế và chế tạo
Herndon được đặt lườn vào ngày 25 tháng 11 năm 1918 tại xưởng tàu của hãng Newport News Shipbuilding & Dry Dock Company ở Newport News, Virginia. Nó được hạ thủy vào ngày 31 tháng 5 năm 1919, được đỡ đầu bởi cô Lucy Taylor Herndon, cháu gái của Trung tá Herndon; và được đưa ra hoạt động tại Norfolk, Virginia vào ngày 14 tháng 9 năm 1920 dưới quyền chỉ huy của Hạm trưởng, Thiếu tá Hải quân L. H. Thebaud.

## Lịch sử hoạt động

### USSHerndon(DD-198/CG-17)
Sau khi chạy thử máy tại vùng biển New England, Herndon được đưa về lực lượng dự bị Charleston, South Carolina tại vào ngày 3 tháng 11 năm 1920. Nó phục vụ trong thành phần dự bị các hoạt động thực tập huấn luyện và cơ động dọc theo bờ Đông Hoa Kỳ cho đến khi nó được cho xuất biên chế tại Philadelphia, Pennsylvania vào ngày 6 tháng 6 năm 1922. Cho nhu cầu tăng cường tuần tra chống buôn lậu rượu, Herndon tham gia phục vụ cho Lực lượng Tuần duyên Hoa Kỳ từ năm 1930 đến năm 1934 như là chiếc CG-17.
Herndon được cho nhập biên chế trở lại cùng Hải quân vào ngày 4 tháng 12 năm 1939. Sau khi hoàn tất chạy thử máy và huấn luyện, nó đi đến vịnh Guantánamo, Cuba vào ngày 23 tháng 1 năm 1940 để tham gia hoạt động Tuần tra Trung lập tại vùng biển Caribe. Đến tháng 7 và tháng 8, nó hoạt động tại vùng kênh đào Panama cho các cuộc cơ động chiến thuật và chống tàu ngầm. Nó được cho xuất biên chế và chuyển cho Anh Quốc tại Halifax, Nova Scotia vào ngày 9 tháng 9 năm 1940 theo Thỏa thuận đổi tàu khu trục lấy căn cứ.

### HMSChurchill(I45)
Được đổi tên thành HMS Churchill, nó phục vụ như là soái hạm của chi hạm đội Town đầu tiên trong nhiệm vụ hộ tống các đoàn tàu vận tải vượt Đại Tây Dương và tuần tra các ngõ tiếp cận phía Tây đến quần đảo Anh. Các sự kiện nổi bật trong quãng đời phục vụ cùng Hải quân Hoàng gia bao gồm việc truy lùng thiết giáp hạm Đức Bismarck sau khi chiếc tàu đánh chìm tàu chiến-tuần dương HMS Hood; được viếng thăm bởi người mang tên được đặt cho con tàu, Thủ tướng Winston Churchill, khi đang trên đường quay về sau cuộc hội nghị Hiến chương Đại Tây Dương cùng Tổng thống Franklin D. Roosevelt vào tháng 8 năm 1941. Churchill được phân về Đội hộ tống B-7 trực thuộc Lực lượng Hộ tống Giữa đại dương để hộ tống các đoàn tàu vận tải. Nó cũng phục vụ hộ tống bảo vệ cho lực lượng được tập trung trước và sau Chiến dịch Torch, cuộc đổ bộ lực lượng Đồng Minh lên Bắc Phi. Churchill được cải biến để tối ưu cho nhiệm vụ hộ tống vận tải bằng cách tháo dỡ ba trong số các khẩu pháo hải pháo 4 inch/50 caliber ban đầu và ba dàn ống phóng ngư lôi ba nòng để giảm bớt trọng lượng nặng bên trên, lấy chỗ chứa thêm mìn sâu và trang bị một dàn súng cối chống tàu ngầm Hedgehog. Churchill được phân về Đội hộ tống C-4 thuộc Lực lượng Hộ tống Giữa đại dương, và đã hộ tống nhiều đoàn tàu vận tải trong mùa Đông năm 1942-1943.

### Deyatelny
Được chuyển cho Hải quân Liên Xô vào ngày 16 tháng 7 năm 1944, chiếc tàu khu trục được đổi tên thành Deyatelny (tiếng Nga: Деятельный). Đang khi hộ tống một đoàn tàu vận tải đi trên tuyến đường từ Bán đảo Kola đến Bạch hải đầy bất trắc vào ngày 16 tháng 1 năm 1945, nó bị trúng ngư lôi, có thể từ tàu ngầm U-boat U-286, và bị đắm ở cách 40 mi (64 km) về phía Đông mũi Tereberski, ở tọa độ 69°15′B 37°2′Đ / 69,25°B 37,033°Đ.